# Gaultheria ovatifolia
Gaultheria ovatifolia là một loài thực vật có hoa trong họ Thạch nam. Loài này được A.Gray mô tả khoa học đầu tiên năm 1883.